# Shamrain
Shamrain, auch ShamRain oder SHAMRAIN, ist eine finnische Dark-Rock-Band, die im Jahr 2000 gegründet wurde.

## Bandgeschichte
Shamrain wurde im Oktober des Jahres 2000 von Matti Reinola und Janne Jukarainen gegründet. Die erste EP wurde noch im selben Jahr geschrieben, es fehlte jedoch ein Sänger, der sich mit Mika Tauriainen im Folgejahr fand. Tauriainen sang zuvor bei der Dark-Rock-Band Entwine. Pieces erschien dann im Frühjahr 2002 bei Utu Music.
Über das Jahr 2002 hinweg arbeitete die Band an weiteren Veröffentlichungen und der erste feste Gitarrist, Kalle Pyyhtinen, trat der Band bei. Anschließend unterschrieb die Band einen Vertrag mit Watch Me Fall Records und die Aufnahmen zu ihrem Debütalbum begannen. 2003 folgte dann die Demo-Single Drifter, bis wenig später das Debütalbum Empty World Excursion veröffentlicht wurde. Empty World Excursion wurde von Watch Me Fall Records veröffentlicht. Die Presse nahm das Album überwiegend positiv auf.
Im darauffolgenden Jahr nahm die Band ein paar nicht verwendete, für Empty World Excursion geschriebene Songs und einen The-Cure-Coversong auf. Diese wurden auf einem The-Cure-Tribute-Album und einer 7″-Vinyl, genannt ShamRain EP, veröffentlicht. Im Herbst 2004 begannen die Demo-Sessions für das zweite Album und es wurden 13 neue Songs aufgenommen. Zu dieser Zeit trat ein zweiter Gitarrist, Mikko Kolari, der Band bei. Der Vertrag mit Watch Me Fall Records lief aus und die Band schloss einen neuen Deal mit Firebox Records ab. Im Dezember begannen schließlich die Aufnahmen zu einem neuen Album. Diese dauerten fast vier Monate, bis das, mit Someplace Else, betitelte, Album im Juni 2005 veröffentlicht wurde.
Während der Arbeit am dritten Album wurde ShamRain ein Vertrag von Spikefarm Records angeboten, den sie wenig später unterzeichneten. Anschließend begannen ShamRain mit den Aufnahmen für ihr drittes Album Goodbye to All That. Dieses wurde im Oktober 2007 veröffentlicht. Vier Jahre später erschien das vierte Studioalbum der Band, genannt Isolation, welches ebenfalls bei Spikefarm Records veröffentlicht wurde. Auf diesem Album ist erstmals die Sängerin Minna Sihvonen zu hören, welche der Band während der Songwritingprozesse von Isolation beitrat.

## Stil
Stilistisch bewegen sich ShamRain zwischen Atmospheric Rock, Dark Rock und Gothic Rock. Auf die, sonst für die Rockmusik typischen, verzerrten Gitarren verzichten sie nahezu ganz. Stattdessen verwenden neben Delay, Echo und Chorus Effekten auch ein Keyboard, das Streicher beziehungsweise Chöre imitiert. Dadurch entsteht eine atmosphärisch, melancholisch, erdrückende Stimmung.
Als vergleichbare Künstler werden Radiohead, The Cure, Placebo, Porcupine Tree, Antimatter oder Anathema aufgeführt.

## Diskografie
Alben
- 2003: Empty World Excursion
- 2005: Someplace Else
- 2007: Goodbye to All That
- 2011: Isolation

Singles
- 2002: Pieces
- 2003: Drifter (Demo)
- 2004: ShamRain
- 2006: Deeper into the Night
- 2011: How Can I Make It Through the Night?